# Noorderwaterschap
Het Noorderwaterschap was een klein waterschap in de gemeente Bunschoten in de Nederlandse provincie Utrecht, langs de Zuiderzee. Het werd in 1929 opgeheven.